# Temenio

Mapa con algunas de las principales ciudades de la antigua Argólida donde se aprecia la ubicación de Temenio junto a la costa del golfo Argólico.

Temenio (en griego antiguo: Τημένιον) es el nombre de una antigua ciudad griega de Argólide. 
Según la mitología griega recibió su nombre del heráclida Témeno, hijo de Aristómaco.
Estrabón la ubicaba en el interior de la región, a 26 estadios de Argos. Pausanias la situaba en la costa, a 50 estadios de Nauplia. Añade que en Temenio había tres santuarios: uno de Poseidón, otro de Afrodita, y el de la tumba de Témeno, donde le rendían culto los dorios de Argólide.
Se ha sugerido su posible identificación con la actual Nea Kios, ciudad ribereña del golfo Argólico.